# Arden Cho
 (juin 2024).
Si vous disposez d'ouvrages ou d'articles de référence ou si vous connaissez des sites web de qualité traitant du thème abordé ici, merci de compléter l'article en donnant les références utiles à sa vérifiabilité et en les liant à la section « Notes et références ».
Arden Cho, née le 16 août 1985 à Amarillo, au Texas (États-Unis), est une actrice, chanteuse et mannequin américaine d'origine coréenne. Elle est principalement connue pour avoir incarné le rôle de Kira Yukimura, une kitsune dans la série télévisée Teen Wolf, Rumi dans Kpop démon hunter. Elle a été élue Miss Corée Chicago 2005.

## Biographie

### Jeunesse et études
Né à Amarillo, au Texas de parents coréano-américains, Arden Cho a vécu la majeure partie de son enfance à Dallas et son adolescence dans le Minnesota. Elle a un frère cadet. Pendant son enfance, Arden Cho développe ses talents musicaux en apprenant à jouer du piano pendant huit ans et du violoncelle pendant six ans. Elle s’entraîne également pendant quatre ans à la danse et pendant six ans à la gymnastique. 
Elle a révélé avoir été victime de harcèlement scolaire. Elle déclare que les enfants peuvent être cruels lorsqu'ils estiment que vous êtes différent. Elle a pu le constater lorsqu'elle a été la seule étudiante non blanche de sa classe au Texas et au Minnesota. Elle a également déclaré : « J'ai été hospitalisé deux fois quand j'étais enfant. J'ai été poussée d'un bus. J'ai eu deux dents cassées, une dent ébréchée et je porte toujours un fil... Mon visage entier a été égratigné. C'était mauvais. Il m'a fallu six mois pour récupérer complètement ».
En 2003, elle est diplômée de Apple Valley High School à Apple Valley puis en 2007 de l’université de l'Illinois à Urbana-Champaign avec un diplôme en psychologie, tout en prenant des cours de théâtre. La même année, elle participe à la Dance Team du défilé de Walt Disney World. Cela lui ouvre les portes du cheerleading en compétition. Elle a également fait huit ans d’entraînement aux arts martiaux, en particulier le taekwondo.
Un plus tard, Arden Cho est élue Miss Corée Chicago 2005, ce qui lui permet de participer au concours de Miss Corée à Séoul, afin de représenter la Corée du Sud au concours de Miss Univers. Elle se consacre alors aux causes humanitaires : elle visite des orphelinats, joue le rôle d’ambassadrice pour les causes humanitaires, etc. Pendant l’été 2007, elle voyage au Kenya avant d’emménager à Los Angeles à la rentrée.

### Carrière cinématographique et télévisuelle
Arden Cho commence sa carrière d'actrice en 2006 en apparaissant dans la comédie romantique La Rupture de Peyton Reed.
En 2008, Arden Cho joue la « version adulte » de Hyori (la version plus jeune étant jouée par Megan Lee) dans le court-métrage My First Crush de Rocky Jo. Elle est apparue en 2009  dans la saison 5 des Experts : Manhattan dans le rôle de Gahee Paik, la fille d'un père coréen soupçonné d'assassinat dans l'épisode 19.
En 2011, elle joue le rôle de Pru, une amie de Paige McCullers, incarné par l'actrice américaine Lindsey Shaw dans l’épisode 20 de la saison 1 de Pretty Little Liars. 
Elle est également apparue dans le rôle de Gia dans le film fantastique Mega Python vs. Gatoroid réalisé par Mary Lambert.
Depuis 2013, Arden Cho interprète le rôle de Kira Yukimura, une kitsune, fille de Noshiko Yukimura et Ken Yukimura et petite-amie de Scott McCall dans la série télévisée américaine Teen Wolf. En voyant les avis positifs des fans sur sa relation fictive avec Scott, elle déclare : « Il est très encourageant de l'entendre, car il est toujours dur d'arriver dans une série qui a déjà été aimé, faisant référence à la façon dont son histoire d'amour avec Scott a effectivement mis fin à son ancien amour avec Allison. J'étais une grande fan d'Allison, donc j'étais un peu stressée à l'idée de prendre sa place et de voir les réactions des fans. »
En 2014, elle est apparue dans la série télévisée Castle en tant que Kiara.
En avril 2016, on lui annonce qu'il n'y aura plus assez de place pour le personnage de Kira dans la série Teen Wolf après trois saisons. Sur sa chaîne youtube Arden a fait une vidéo expliquant ce sujet et qu'elle voyait beaucoup pour son personnage mais la production a d'autres projets qui ne l'inclureront pas.

### Mannequinat
Arden Cho a posé pour Nike Japon en 2008 ainsi que pour Reebok Corée en 2010.
En 2010, la marque de cosmétique Clinique a annoncé qu'elle serait le mannequin pour leur nouvelle campagne de publicité en Asie. La campagne a été lancée à la mi-novembre 2010. Clinique a déclaré avoir « sélectionné Cho non pas parce qu’elle est coréenne mais parce qu’elle incarne bien la beauté asiatique ». 
Elle a aussi été l'égérie d'Apple et d'Alexander McQueen et d'une publicité nationale McDonald's (pour le McRib) et apparaît dans Vogue, Purple et dans Nylon.

### Musique
Le 2 février 2011, Arden Cho met en vente le single I’m Just a Girl sur iTunes qu’elle a coécrit et composé avec Ed Huang.
Elle a aussi prêté sa voix à la musique indépendante de Mark Allen dans le titre I Once Knew.
Elle possède également une chaîne Youtube, nommée "ardenBcho", sur laquelle elle poste des vidéos de ses propres chansons, de reprises de chansons d'autres artistes (des reprises) et des vlogs.

## Filmographie

### Cinéma

#### Longs-métrages
- 2006 : La Rupture de Peyton Reed : une invitée VIP à la soirée
- 2008 : Hoodrats 2: Hoodrat Warriors de Edgar Arellano : Miriam
- 2011 : Mega Python vs. Gatoroid de Mary Lambert : Gia
- 2013 : La Chute de la Maison Blanche de Antoine Fuqua : Sniper coréen
- 2013 : The Baytown Outlaws de Barry Battles : Ange
- 2025 : KPop Demon Hunters de Maggie Kang et Chris Appelhans : Rumi (voix originale)

#### Courts-métrages
- 2008 : My First Crush : Hyori adulte
- 2008 : Spy Games : Tanya
- 2009 : Layover, on the Shore : Laura
- 2009 : Forgotten : Jane Doe
- 2009 : When Lara Met Charlie : Arden
- 2010 : The Grey Coat : Jae Hee
- 2011 : Agents of Secret Stuff : Taylor
- 2012 : Mandevilla : Min Young Kim

### Télévision
- 2008 : MADtv (saison 13, épisode 11)
- 2009 : Les Experts : Manhattan : Gahee Paik (saison 5, épisode 19)
- 2011 : Pretty Little Liars : Pru (saison 1, épisode 20)
- 2011 : Rizzoli and Isles : Lee (saison 2, épisode 8)
- 2012 : Le Lycée de la honte : Kylie (téléfilm)
- 2013 - 2016 : Teen Wolf : Kira Yukimura (récurrente saison 3, principale saisons 4 et 5) / Noshiko Yukimura jeune (saison 3, épisode 21)
- 2014 : Castle : Kiara (saison 6, épisode 18)
- 2015 : Hawaii 5-0 : Mia Price (saison 5, épisode 17)
- 2016 : Tween Fest (en) :  Lexii C. (saison 1)
- 2017 : Freakish (en) : Tonya (saison 2)
- 2018 : Chicago Med : Emily Choi (saison 3)
- 2022 : Plan de carrière : Ingrid Yun

### Internet
- 2010 : KTown Cowboys : Sarah (saison 1, webisodes 5 à 8)
- 2012 : Video Game High School : Présentatrice TV coréenne (saison 1, webisode 1)

## Ludographie
- 2013 : Tomb Raider : Samantha Nishimura